# Intervista (film)
Intervista è un film del 1987 diretto da Federico Fellini.

## Trama
Fellini sta girando un nuovo film, tratto dall'opera America di Franz Kafka. Allo stesso tempo, una troupe di giornalisti stranieri pone alcune domande al cineasta sulla sua carriera. Il regista, pertanto, ricorda alcuni aneddoti legati alle sue prime esperienze lavorative. Agli operatori-intervistatori non mancano sorprese particolari. Mentre prendono vita le reminiscenze dell'autore, si imbattono in curiosi episodi degni di essere definiti "felliniani": elefanti furiosi, pellirosse, perfino un attacco bomba. Si scatena un temporale improvviso. Scoppia il caos negli studi cinematografici. Fellini è costretto ad interrompere le riprese di America.

## Produzione
È la terza pellicola di Fellini che mescola il documentario con la fiction (in precedenza: Block-notes di un regista e I clowns). Sergio Rubini aveva già fatto un provino con l'artista romagnolo per E la nave va ma fu scartato.
La pellicola coincide con il cinquantesimo anniversario di Cinecittà, luogo principale delle riprese.

## Distribuzione
Nato come progetto televisivo, il film fu successivamente distribuito nelle sale cinematografiche e nei festival europei. Fu proposto, in anteprima assoluta, al Festival di Cannes dove ottenne una menzione speciale. Successivamente è stato edito in formato home video.

## Accoglienza
Morando Morandini reputa Intervista come «un piccolo film, in un certo senso, ma di quale grazia e garbo e brio».
Paolo Mereghetti afferma, invece, che il documentario di Fellini è troppo «narcisista» e nostalgico.

## Riconoscimenti
- 1987 - Festival di Cannes
  - Premio speciale del 40º anniversario a Federico Fellini
- 1987 - Festival di Mosca
  - Gran Premio a Federico Fellini
- 1988 - David di Donatello
  - Candidatura per Miglior film
  - Candidatura per Miglior regista a Federico Fellini
  - Candidatura per Migliore fotografia a Tonino Delli Colli
  - Candidatura per Migliore scenografia a Dante Ferretti
  - Candidatura per Miglior montaggio a Nino Baragli
- 1988 - Globo d'oro
  - Miglior film a Federico Fellini
- 1988 - Nastro d'argento
  - Candidatura per Regista del miglior film a Federico Fellini
  - Candidatura per Migliore soggetto a Federico Fellini
- 1988 - Premio César
  - Candidatura per Miglior film straniero a Federico Fellini